# Magnolias géants sur un tissu de velours bleu
Magnolias géants sur un tissu de velours bleu (Giant Magnolias on a Blue Velvet Cloth en anglais) est une peinture de Martin Johnson Heade (huile sur toile, 38,4 × 61,5 cm), peinte vers 1890, et exposée depuis 1996 à la National Gallery of Art de Washington D.C..

## Description

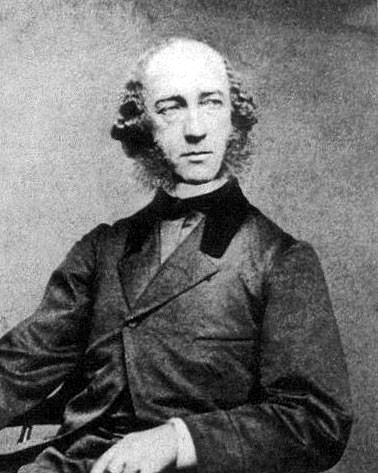
Le peintre américain Martin Johnson Heade

Cette peinture est une nature morte. On y voit des fleurs de magnolias blanches, accompagnées de leurs tiges et de leurs feuilles, qui sont posées sur une pièce de velours bleu. L'arrière-plan est très sombre. 

## Histoire
Considérée comme l'une des meilleurs œuvres de Martin Johnson Heade, un peintre américain du XXe siècle spécialisé dans les paysages et les natures mortes (notamment celles présentant des magnolias et des orchidées), elle a été commandée par le magnat Henry Morrison Flagler, acheteur régulier des productions artistiques du peintre. Exposé à partir de 1964 à San Francisco, Boston, New York (notamment au MoMA), College Park, Washington D.C., ainsi qu'au Grand Palais à Paris ; il est acheté par la National Gallery of Art en 1996 : il est ensuite à nouveau prêté au Museum of Fine Arts de Boston et au Los Angeles County Museum of Art en 1999 avant de revenir définitivement à Washington en 2000.